# Xã Doyle, Quận Clarke, Iowa
Xã Doyle (tiếng Anh: Doyle Township) là một xã thuộc quận Clarke, tiểu bang Iowa, Hoa Kỳ. Năm 2010, dân số của xã này là 217 người.